# Arrugada rugosa
Arrugada rugosa är en insektsart som beskrevs av Henry Fairfield Osborn 1924. Arrugada rugosa ingår i släktet Arrugada och familjen dvärgstritar. Inga underarter finns listade i Catalogue of Life.